# Else Wolz
Else Katharia Wolz (* 14. Januar 1908 in Kleinschwalbach; † 10. Juli 1983 in Berlin) war eine deutsche Schauspielerin.

## Leben
Else Katharia Wolz wurde am 14. Januar 1908 im heutigen Schwalbach am Taunus (früher Kleinschwalbach genannt) geboren. In den 1930er Jahren heiratete sie den Schauspieler, Theater- und Hörspielregisseur Walter Ohm. Mit diesem lebte und arbeitete sie in München, bis sie Ende 1954 ohne ihn nach Berlin zog, um bei Bertolt Brecht am Berliner Ensemble zu arbeiten. In den 1960er Jahren spielte sie unter anderem am Deutschen Theater Berlin, drehte mehrere Filme bei der DEFA sowie beim Fernsehen und machte mehrere Hörspiele. Um 1970 wechselte Else Wolz als festes Ensemblemitglied an das Volkstheater Rostock, das sie 1980 mit dem Conrad-Ekhof-Ring ehrte.
Bis zu seinem Tod im Jahr 1979 lebte Else Wolz mit dem Schauspieler Horst Jonischkan zusammen.

## Filmografie
- 1953: Tödliche Liebe
- 1955: 52 Wochen sind ein Jahr
- 1956: Der Hauptmann von Köln
- 1957: Lissy
- 1957: Sheriff Teddy
- 1957: Katzgraben (Theateraufzeichnung)
- 1957: Herr Puntila und sein Knecht Matti (Studioaufzeichnung)
- 1957: Mutter Courage und ihre Kinder (Theateraufzeichnung)
- 1958: Tatort Berlin
- 1959: Weimarer Pitaval: Der Fall Wandt (Fernsehreihe)
- 1959: Fernsehpitaval: Der Fall Jakubowski (Fernsehreihe)
- 1961: Gewissen in Aufruhr
- 1962: Fernsehpitaval: Auf der Flucht erschossen
- 1962: Die schwarze Galeere
- 1962: Die letzte Chance (Fernsehfilm)
- 1962/1990: Monolog für einen Taxifahrer (Fernsehfilm)
- 1964: Wolf unter Wölfen
- 1965: Das Kaninchen bin ich
- 1965: Engel im Fegefeuer
- 1965: Berlin um die Ecke
- 1966: Pitaval des Kaiserreiches: Die Ermordung des Rittmeisters von Krosigk (Fernsehreihe)
- 1966: Alfons Zitterbacke
- 1966: Der Staatsanwalt hat das Wort: Bummel-Benno (Fernseh-Reihe)
- 1973: Rotfuchs (Fernsehfilm)
- 1975: Polizeiruf 110: Der Mann (Fernseh-Reihe)
- 1977: Polizeiruf 110: Kollision
- 1977: Tambari

## Theater
- 1955: Johannes R. Becher Winterschlacht (Frau Hörder) – Regie: Bertolt Brecht/Manfred Wekwerth (Berliner Ensemble)
- 1955: Alexander Ostrowski: Ziehtochter – Regie:  Angelika Hurwicz (Berliner Ensemble)
- 1957: Bertolt Brecht: Furcht und Elend des Dritten Reiches – Regie: Lothar Bellag/Käthe Rülicke/Konrad Swinarski/Carl M. Weber/Peter Palitzsch (Berliner Ensemble)
- 1961: Günter Weisenborn Die Illegalen (Mutter) – Regie Ernst Kahler/Horst Drinda (Deutsches Theater Berlin – Kammerspiele)
- 1970: Horst Ulrich Wendler: Wie halten Sie’s zu Hause (Opas Freundin Elisabeth) – Regie: Peter Fischer (Volkstheater Rostock – Kleines Haus)
- 1973: Rolf Hochhuth: Die Hebamme (Oberschwester Sophie) – Regie: Harry Erlich (Volkstheater Rostock – Großes Haus)
- 1975: Sławomir Mrożek: Tango (Großmutter Eugenia) – Regie: Jozéf Gruda (Volkstheater Rostock – Kleines Haus)
- 1976: Siegfried Pitschmann: Er und Sie: „Die Wassertreter“ – Regie: Peter Fischer (Volkstheater Rostock – Intimes Theater)
- 1977: Claus Hammel: Das gelbe Fenster, der gelbe Stein (Alte Frau) – Regie: Hanns Anselm Perten (Volkstheater Rostock – Großes Haus)
- 1979: Waleri Agranowski: Wer kümmert sich um Malachow (Geschädigte) – Regie: Siegfried Böttger/Hans Anselm Perten (Volkstheater Rostock – Ateliertheater)
- 1979: Michail Schatrow: Blaue Pferde auf rotem Gras (Clara Zetkin) – Regie: Siegfried Böttger (Volkstheater Rostock – Großes Haus)

## Hörspiele
- 1948: Wolfgang Borchert: Draußen vor der Tür (Die Elbe) – Regie: Walter Ohm (Radio München)
- 1949: Fjodor Dostojewski: Schuld und Sühne (4 Teile) – Regie: Walter Ohm (BR)
- 1949: Theodor Fontane: Effi Briest (Roswitha) – Regie: Heinz-Günter Stamm (BR)
- 1951: Molière: Der eingebildete Kranke (Toinette) – Regie: Walter Ohm (BR)
- 1952: Nikolai Gogol: Der Revisor (Anna) – Regie: Walter Ohm (BR)
- 1953: Carl Zuckmayer: Ulla Winblad oder Musik und Leben des Carl Michael Bellmann – Regie: Walter Ohm (BR/RB/SWF)
- 1954: Leonhard Frank: Die Ursache (Zimmervermieterin Frau Popp) – Regie: Walter Ohm (BR)
- 1956: Nâzım Hikmet: Legende von der Liebe (Amme) – Regie: Otto Dierichs (Rundfunk der DDR)
- 1957: A. G. Petermann: Die Hunde bellen nicht mehr (Frau Pohl) – Regie: Theodor Popp (Rundfunk der DDR)
- 1957: Lion Feuchtwanger: Der Teufel in Boston (Bridget Oliver, Waschfrau)  – Regie: Wolfgang Heinz (Rundfunk der DDR)
- 1958: Jakob Grimm/Wilhelm Grimm: Frau Holle (Frau Holle) – Regie: Günter Bormann (Rundfunk der DDR)
- 1960: Gerhard Rentzsch: Altweibersommer (Bäuerin Behrendt) – Regie: Hans Knötzsch (Rundfunk der DDR)
- 1960: Joachim Goll: Ein Arzt unterwegs (Klonzickes Frau) – Regie: Helmut Hellstorff (Rundfunk der DDR)
- 1960: Georg W. Pijet: Liebesheirat (Mutter Hinzelmann) – Regie: Fritz Ernst Fechner (Rundfunk der DDR)
- 1960: Helmut Sakowski: Verlorenes Land? (Roberts Mutter) – Regie: Werner Grunow (Rundfunk der DDR)
- 1961: Ferenc Taar: Die Schlacht in der Veréb-Gasse (Rosa) – Regie: Helmut Hellstorff (Rundfunk der DDR)
- 1962: Rolf Schneider: Jupiter-Sinfonie – Regie: Fritz-Ernst Fechner (Rundfunk der DDR)
- 1963: Bernhard Seeger: Rauhreif  – Regie: Theodor Popp (Rundfunk der DDR)
- 1964: Alexander Kent: Grenzstation – Regie: Wolfgang Brunecker (Rundfunk der DDR)
- 1964: Heinz von Cramer: Die Ohrfeige – Regie: Hans Knötzsch (Rundfunk der DDR)
- 1964: Rolf Kirsten: Die Teufelsmühle (Müllerin) – Regie:Flora Hoffmann (Rundfunk der DDR)
- 1965: Egon Mathiesen: Mies mit den blauen Augen (Wasserloch) – Regie: Joachim Herting (Kinderhörspiel/Kurzhörspiel – Rundfunk der DDR)
- 1969: Hans Siebe: Der Mitternachtslift – Regie: Fritz Göhler (Rundfunk der DDR)
- 1969: Armin Müller: Gesichter (Wirtin) – Regie: Wolfgang Brunecker (Rundfunk der DDR)

## Synchronarbeiten
- 1956: Die zwölf Monate (Sowjetunion); Rolle: Mutter; (Animationsfigur)
- 1957: Die schönen Mädchen von Florenz (Italien); Rolle: Mutter; Schauspielerin: Ada Bertelucci
- 1967: Mit Django kam der Tod (Italien);  Rolle: Dorotea; Schauspielerin: Marcella Valeri